# Петропавловка (Краснозерський район)
Петропавловка (рос. Петропавловка) — село у Краснозерському районі Новосибірської області Російської Федерації.
Входить до складу муніципального утворення Мохнатологовська сільрада. Населення становить 705 осіб (2010).

## Історія
Згідно із законом від 2 червня 2004 року органом місцевого самоврядування є Мохнатологовська сільрада.

## Населення
| 2002 | 2007 | 2010 |
| ---- | ---- | ---- |
| 855  | ↘836 | ↘705 |